# Маренич Антоніна Олександрівна
Антоні́на Олекса́ндрівна Маре́нич, до шлюбу Сухорукова (17 березня 1949, м. Куйбишев, СРСР) — українська співачка та музикантка, засновниця та музична керівниця фольк-тріо «Маренич» (1972—2004 рр., м. Луцьк). Заслужена артистка України (1979) та Народна артистка України (2003). Кавалер ордена княгині Ольги 3 ступеня.

## Біографія
Антоніна Сухорукова народилась 17 березня 1949 року м. Куйбишев (нині Самара). У 1968 р. закінчила Куйбишевське музичне училище, у 1992 — Рівненський інститут культури. Антоніна — єдина з усього музичного колективу має повну вищу музичну освіту.
Починала свою кар'єру у московському естрадному оркестрі Юрія Саульського. У 1971 р. разом зі своїм чоловіком Валерієм Мареничем організувала співочий дует, до якого згодом долучилась її сестра Світлана Сухорукова. У 1971 р. гурт посів перше місце на огляді ВІА у Харкові.
Вперше тріо «Маренич» потрапили на телеекрани у 1978 р. Популярність прийшла до гурту спочатку в Україні, а потім й у всьому Радянському Союзі. З цього часу в репертуарі тріо залишилися лише україномовні пісні «Сиджу я край віконечка», «Посилала мене мати», «Ой, у гаю при Дунаю», «Несе Галя воду», «Ой, під вишнею…», «Тиша навкруги», «Чом ти не прийшов?» тощо. У 1979 р. фірма «Мелодія» записала їх першу платівку, а «Укртелефільм» зняв її телевізійну версію.
У 1986 р. Антоніна Маренич стала учасницею зустрічі у Кам'янець-Подільському міському Будинку культури письменників і майстрів мистецтв України з трудівниками міста і Кам'янець-Подільського району, яку організувало Українське телебачення.
Антоніна Маренич була художньою керівницею тріо «Маренич», у складі якого багато гастролювала у Радянському Союзі та за кордоном (Польща, Канада, Велика Британія, Словаччина). Учасниця разом з колективом Всеукраїнських фестивалів «Пісенний вернісаж», «Київська весна», «Кримські зорі».

## Нагороди та премії
- 1979 р. — Заслужена артистка України[3]
- 2003 р. — Народна артистка України[2]